# Giờ ở Đài Loan
Giờ chuẩn quốc gia (tiếng Trung: 國家標準時間; bính âm: Guójiā Biāozhǔn Shíjiān; Bạch thoại tự: Kok-ka Piau-chún Sî-kan, xem dưới đây) là múi giờ chính thức ở Đài Loan được xác định bởi Giờ Phối hợp Quốc tế +08:00. Đây là tiêu chuẩn và được xem là Giờ Đài Loan (臺灣時間), Giờ Đài Bắc (臺北時間) và trong quá khứ là Giờ chuẩn Trung Nguyên (中原標準時間) cho đến đầu thế kỉ 20.

## Lịch sử
| Ngày                                       | Tên                    | Tiếng hoa    | Romanization               | Giờ chuẩn |
| ------------------------------------------ | ---------------------- | ------------ | -------------------------- | --------- |
| 1 tháng 1, 1896 – 30 tháng 9 năm 1937      | Giờ chuẩn phía Tây     | 西部標準時   | Seibu Hyōjunji             | UTC+08:00 |
| 1 tháng 10 năm 1937 – 20 tháng 9 năm 1945  | Giờ chuẩn phía trung   | 中央標準時   | Chūō Hyōjunji              | UTC+09:00 |
| 21 tháng 9 năm 1945 – 25 tháng 10 năm 1945 | Giờ chuẩn phía Tây     | 西部標準時   | Seibu Hyōjunji             | UTC+08:00 |
| 25 tháng 10 năm 1945 – Trước thế kỉ 20     | Giờ chuẩn Trung Nguyên | 中原標準時間 | Zhōngyuán Biāozhǔn Shíjiān | UTC+08:00 |
| Sau thế kỉ 20                              | Giờ chuẩn quốc gia     | 國家標準時間 | Guójiā Biāozhǔn Shíjiān    | UTC+08:00 |

## Liên kết
- Cục tiêu chuẩn, đo lường và kiểm tra, Bộ Kinh tế, Trung Hoa Dân Quốc
- Phòng thí nghiệm tần số và thời gian chuẩn quốc gia Lưu trữ ngày 30 tháng 10 năm 2019 tại Wayback Machine